# Memorial Van Damme 2013
Memoriál Van Dammeho 2013 byl lehkoatletický mítink, který se konal 6. září 2013 v belgickém městě Bruselu. Byl součástí série mítinků Diamantové ligy 2013.

## Výsledky
- Archiv výsledků zde [1]

### Muži
| Disciplína     | 1. místo                 | 2. místo                      | 3. místo                          |
| 100 m          | Usain Bolt 9,80          | Michael Rodgers 9,90          | Nesta Carter 9,94                 |
| 200 m          | Warren Weir 19,87        | Nickel Ashmeade 19,93         | Walter Dix 20,12                  |
| 400 m          | Martyn Rooney 45,05      | Jonathan Borlée 45,05         | Matteo Galvan 45,35               |
| 800 m          | Mohammed Aman 1:42,37    | Nick Symmonds 1:43,03         | Ferguson Rotich Cheruiyot 1:43,22 |
| 5000 m         | Yenew Alamirew 12:58,75  | Bernard Lagat 12:58,99        | Hagos Gebrhiwet 12:59,33          |
| 400 m překážek | Jehue Gordon 48,32       | Omar Cisneros 48,59           | Javier Culson 48,60               |
| Trojskok       | Teddy Tamgho 17,30 m     | Christian Taylor 16,89 m      | Will Claye 16,88 m                |
| Skok o tyči    | Renaud Lavillenie 596 cm | Konstadinos Filippidis 574 cm | Augusto Dutra 574 cm              |
| Vrh koulí      | Ryan Whiting 21,45 m     | Georgi Ivanov 20,95 m         | Ladislav Prášil 20,79 m           |
| Hod oštěpem    | Tero Pitkämäki 87,32 m   | Vítězslav Veselý 86,67 m      | Antti Ruuskanen 83,64 m           |

### Ženy
| Disciplína      | 1. místo                            | 2. místo                     | 3. místo                     |
| 100 m           | Shelly-Ann Fraserová-Pryceová 10,72 | Alexandria Anderson 10,97    | Carrie Russell 10,99         |
| 400 m           | Natasha Hastings 50,36              | Amantle Montshoová 50,41     | Antonina Krivošapková 50,51  |
| 1500 m          | Abeba Aregawiová 4:05,41            | Mercy Cheronová4:05,82       | Hellen Obiriová 4:06,92      |
| 100 m překážek  | Dawn Harperová 12,48                | Sally Pearsonová 12,63       | Cindy Billaudová 12,69       |
| 3000 m překážek | Milcah Chemos Cheywaová 9:15,06     | Sofia Assefaová 9:15,26      | Hiwot Ayalewová 9:15,85      |
| Skok do výšky   | Světlana Školinová 200 cm           | Anna Čičerovová 198 cm       | Emma Greenová 196 cm         |
| Trojskok        | Caterine Ibargüenová 14,49 m        | Kimberly Williamsová 14,34 m | Olga Saladuchová 14,31 m     |
| Hod diskem      | Sandra Perkovićová 67,04 m          | Gia Lewis-Smallwood 64,82 m  | Mélina Robert-Nichon 63,45 m |